# Rhizobotrya
Rhizobotrya là chi thực vật có hoa trong họ Cải.